# Deutzia floribunda
Deutzia floribunda är en hortensiaväxtart som beskrevs av Takenoshin Nakai. Deutzia floribunda ingår i släktet deutzior, och familjen hortensiaväxter. Inga underarter finns listade i Catalogue of Life.